# Рајковић (презиме)
Рајковић је презиме настало од мушког имена Рајко. Значајни људи са овим презименом су:
- Анте Рајковић (рођен 1952), босански фудбалер
- Љубиша Рајковић (рођен 1950), српски фудбалер
- Марко Рајковић (рођен 1992), српски фудбалер
- Миодраг Рајковић (рођен 1972), српски кошаркашки тренер
- Предраг Рајковић (рођен 1995), српски фудбалер
- Слободан Рајковић (рођен 1989), српски фудбалер
- Трајко Рајковић (1937–1970), југословенски кошаркаш

## Остало
- Рајковић (Мионица), село